# مالیات بر سود مازاد
مالیات بر سود مازاد (انگلیسی: Excess profits tax) قانون مالیاتی که در ایالات متحده آمریکا اجرا شده و کارکرد آن بدین صورت است که مالیات بر سود نامتعارف هر بنگاه اقتصادی بسته می‌شود.
این مالیات که عمدتاً ابزار مالی زمان جنگ می‌باشد و عمدتاً برای بدست آوردن سودهای دوران جنگ که بیشتر از سودهای عادی زمان صلح بدست می‌آید، طراحی شد تا از انگیزه‌های نادرست تولیدکنندگان برای شرکت در سودجویی و جنگ‌افروزی در جنگ جلوگیری کند.

## تاریخچه
اولین مالیات بر سود مازاد مؤثر آمریکا در سال ۱۹۱۷ تصویب شد، با نرخ‌هایی از ۲۰ تا ۶۰ درصد بر سود مازاد بر درآمد تمام مشاغل قبل از جنگ، اما به این شرط که از ۷ درصد سرمایه سرمایه‌گذاری کمتر یااز ۹ درصد سرمایه سرمایه‌گذاری شده بیشتر نباشد.